# Moisenay
Moisenay est une commune française située dans le département de Seine-et-Marne en région Île-de-France.

## Géographie

### Localisation
Le village est situé à 7,5 km au nord-est de Melun.

### Communes limitrophes
| Saint-Germain-Laxis | Crisenoy      | Fouju  |
| Maincy              | Moisenay      | Blandy |
|                     | Sivry-Courtry |        |

### Géologie et relief
La commune est classée en zone de sismicité 1, correspondant à une sismicité très faible.

### Hydrographie

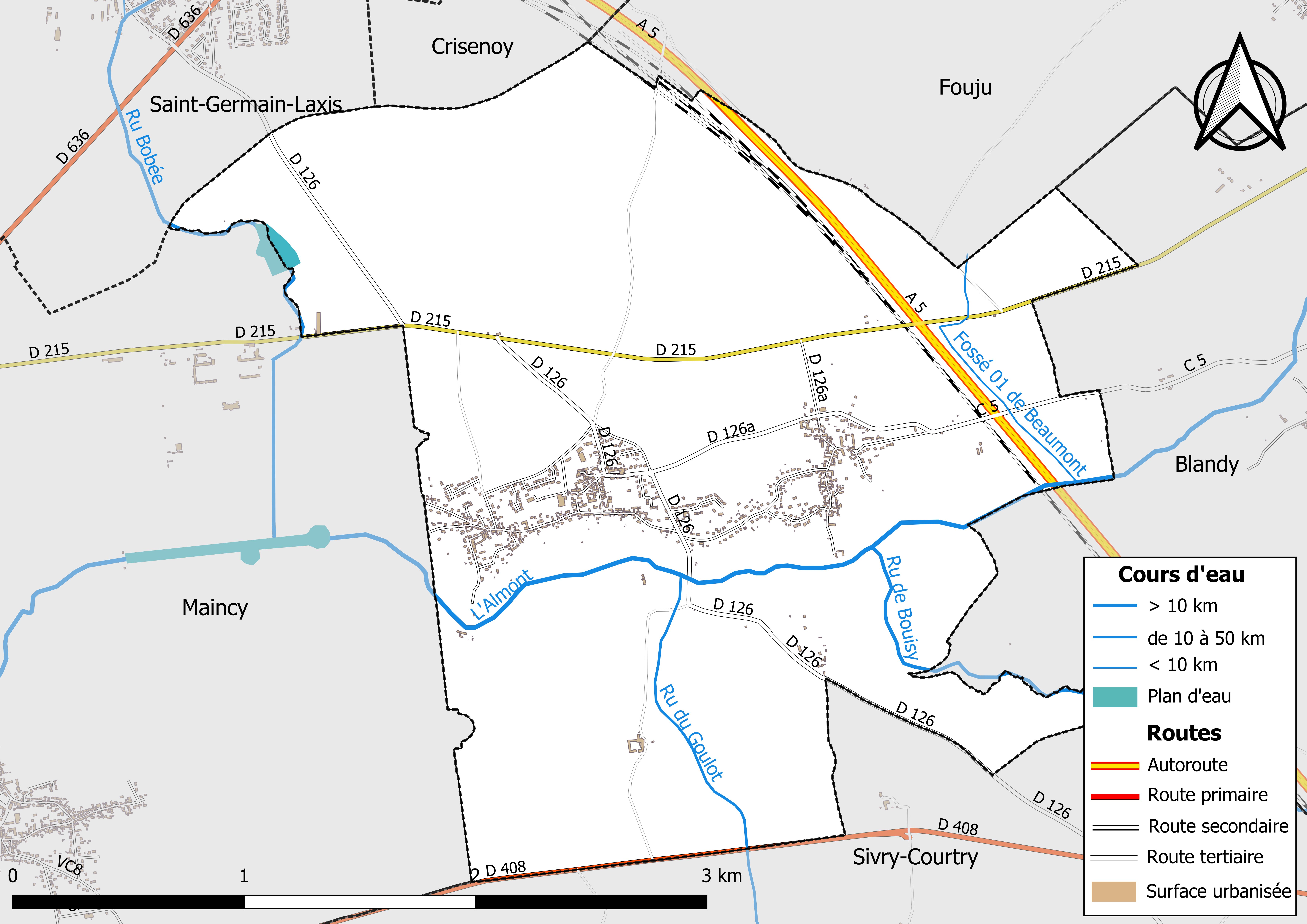
Carte des réseaux hydrographique et routier de Moisenay.

Le réseau hydrographique de la commune se compose de cinq cours d'eau référencés :
- la rivière l’Almont (ou ru d'Ancœur ou ru de Courtenain), longue de 42,15 km[2], affluent de la Seine en rive droite ;
  - le ru Bobée, 11,13 km[3], et ;
  - le ru du Goulot, 7,51 km[4], et ;
  - le ru de Bouisy, long de 11,66 km[5], affluents de l’ Almont ;
  - le fossé 01 de Beaumont, canal de 1,34 km[6], qui conflue avec l'Almont.

La longueur totale des cours d'eau sur la commune est de 6,93 km.

### Climat
Pour des articles plus généraux, voir Climat de l'Île-de-France et Climat de Seine-et-Marne.
En 2010, le climat de la commune est de type climat océanique dégradé des plaines du Centre et du Nord, selon une étude du CNRS s'appuyant sur une série de données couvrant la période 1971-2000. En 2020, Météo-France publie une typologie des climats de la France métropolitaine dans laquelle la commune est exposée à un climat océanique altéré et est dans une zone de transition entre les régions climatiques « Sud-ouest du bassin Parisien » et « Nord-est du bassin Parisien ».
Pour la période 1971-2000, la température annuelle moyenne est de 11,1 °C, avec une amplitude thermique annuelle de 15,4 °C. Le cumul annuel moyen de précipitations est de 715 mm, avec 11,6 jours de précipitations en janvier et 7,8 jours en juillet. Pour la période 1991-2020, la température moyenne annuelle observée sur la station météorologique la plus proche, située sur la commune de Montereau-sur-le-Jard à 6 km à vol d'oiseau, est de 11,6 °C et le cumul annuel moyen de précipitations est de 657,9 mm,. Pour l'avenir, les paramètres climatiques de la commune estimés pour 2050 selon différents scénarios d'émission de gaz à effet de serre sont consultables sur un site dédié publié par Météo-France en novembre 2022.

### Milieux naturels et biodiversité
Aucun espace naturel présentant un intérêt patrimonial n'est recensé sur la commune dans l'inventaire national du patrimoine naturel,,.

## Urbanisme

### Typologie
Au 1er janvier 2024, Moisenay est catégorisée bourg rural, selon la nouvelle grille communale de densité à sept niveaux définie par l'Insee en 2022.
Elle est située hors unité urbaine. Par ailleurs la commune fait partie de l'aire d'attraction de Paris, dont elle est une commune de la couronne,. Cette aire regroupe 1 929 communes,.

### Lieux-dits et écarts
La commune compte 87 lieux-dits administratifs répertoriés consultables ici dont Petit Moisenay, la Maison Blanche.

### Occupation des sols
L'occupation des sols de la commune, telle qu'elle ressort de la base de données européenne d’occupation biophysique des sols Corine Land Cover (CLC), est marquée par l'importance des territoires agricoles (72,7 % en 2018), une proportion sensiblement équivalente à celle de 1990 (72,8 %). La répartition détaillée en 2018 est la suivante : 
terres arables (67,6 %), forêts (19,8 %), zones urbanisées (6,5 %), zones agricoles hétérogènes (5,1 %), mines, décharges et chantiers (0,9 %), espaces verts artificialisés, non agricoles (0,1 %).
Parallèlement, L'Institut Paris Région, agence d'urbanisme de la région Île-de-France, a mis en place un inventaire numérique de l'occupation du sol de l'Île-de-France, dénommé le MOS (Mode d'occupation du sol), actualisé régulièrement depuis sa première édition en 1982. Réalisé à partir de photos aériennes, le Mos distingue les espaces naturels, agricoles et forestiers mais aussi les espaces urbains (habitat, infrastructures, équipements, activités économiques, etc.) selon une classification pouvant aller jusqu'à 81 postes, différente de celle de Corine Land Cover,,. L'Institut met également à disposition des outils permettant de visualiser par photo aérienne l'évolution de l'occupation des sols de la commune entre 1949 et 2018.

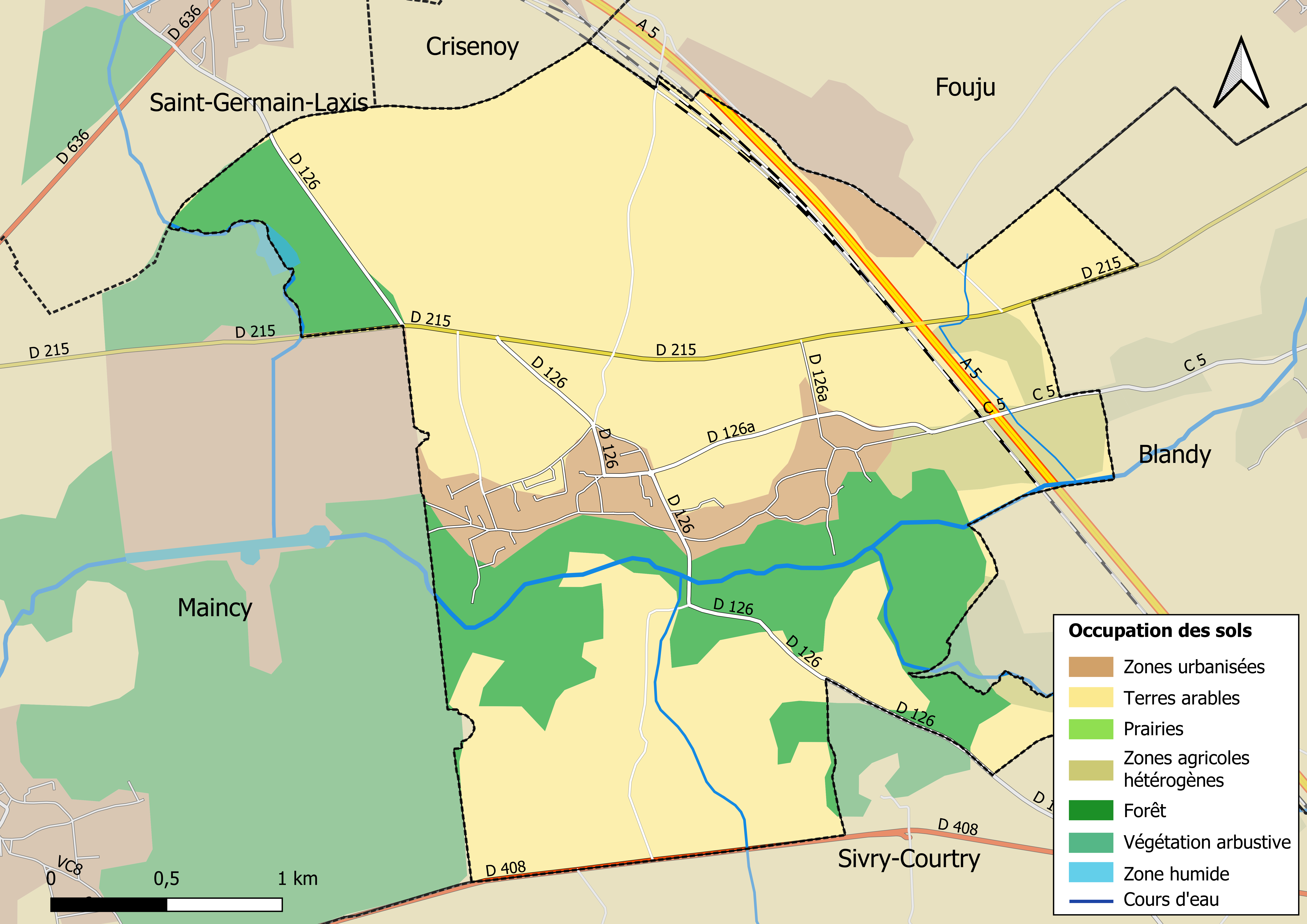
Carte des infrastructures et de l'occupation des sols en 2018 (CLC) de la commune.
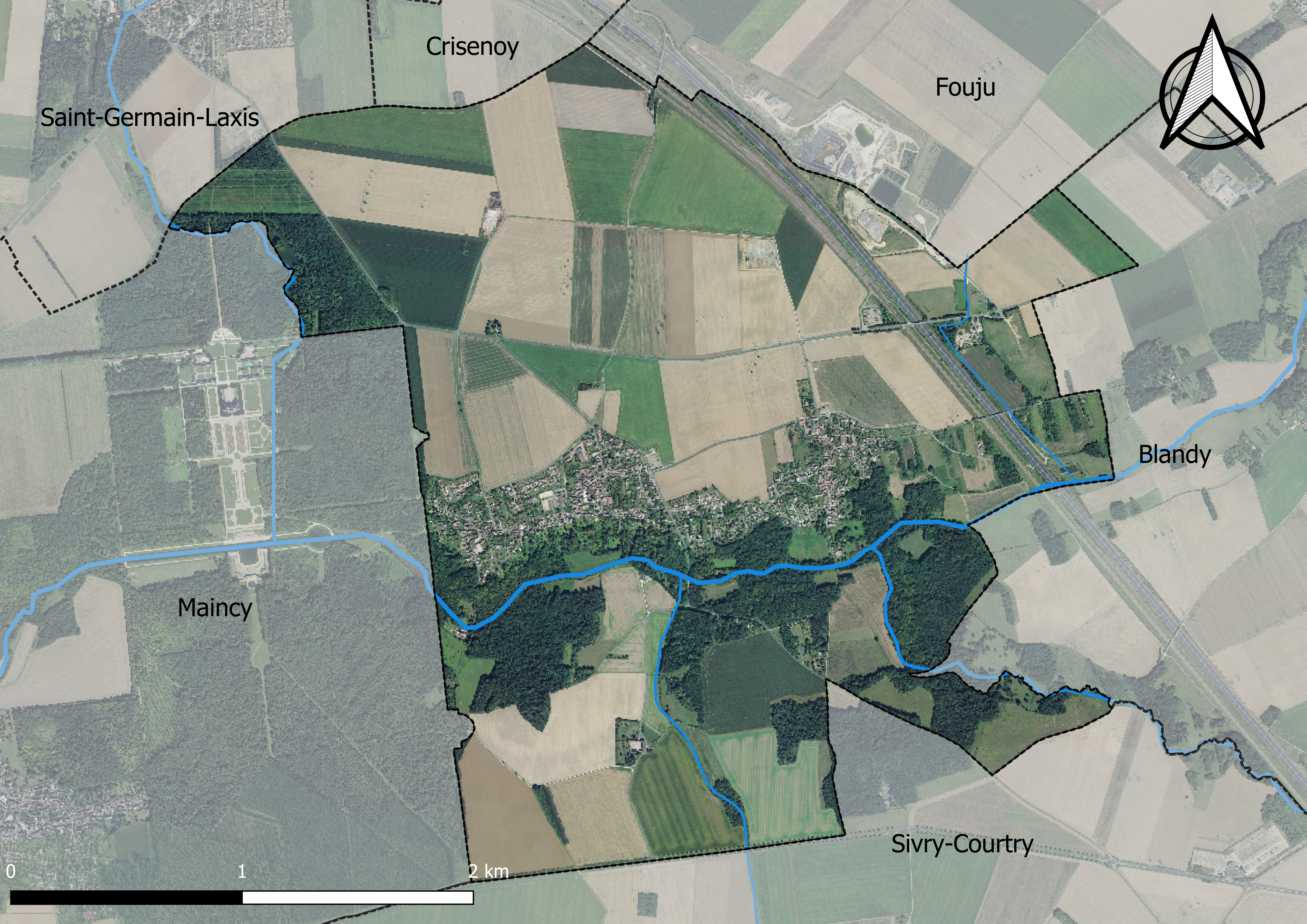
Carte orhophotogrammétrique de la commune.

### Planification
La commune disposait en 2019 d'un plan local d'urbanisme en révision. Le zonage réglementaire et le règlement associé peuvent être consultés sur le Géoportail de l'urbanisme.

### Logement
En 2017, le nombre total de logements dans la commune était de 565 dont 98,1 % de maisons et 1,9 % d'appartements.
Parmi ces logements, 92,5 % étaient des résidences principales, 3,2 % des résidences secondaires et 4,3 % des logements vacants.
La part des ménages fiscaux propriétaires de leur résidence principale s'élevait à 88,5 % contre 9,6 % de locataires dont, 0,2 % de logements HLM loués vides (logements sociaux) et, 1,9 % logés gratuitement.

### Voies de communication et transports
Le village et la commune sont traversés par le sentier de grande randonnée GR 1, entre Blandy à l'ouest et Maincy à l'est.

## Toponymie
Le nom de la localité est mentionné sous les formes In Mosiniaco vers 1058 ; Terra Beati Petri Mosiniaco et Moysiniacum en 1085 ; Mosiniacum Magnum en 1172 ; Moisiniacum en 1194 ; Moisiniacum Magnum en 1203 ; Mosigniacum en 1204 ; Moisinetum et Mosenetum en 1209 ; Moisenaium en 1239 ; Moysiniacum Magnum en 1244 ; Moisigniacum en 1259 ; Moseneyum Moseniacum Magnum, P. de Mosenai et D. de Moseniaco au XIIIe siècle ; Moisonney en 1339 ; Le Grant Moisenoy en 1340 ; Moisonnay en 1382 ; Mosonnoy en 1384 ; Moissonnay en Brie en 1403 ; Moysenay en 1507 ; Moisenay en Brie en 1566 ; Moisenet en 1572 ; Moisenet en Brye en 1651.
Moisenay vient du latin monasterium qui signifie monastère.

## Histoire

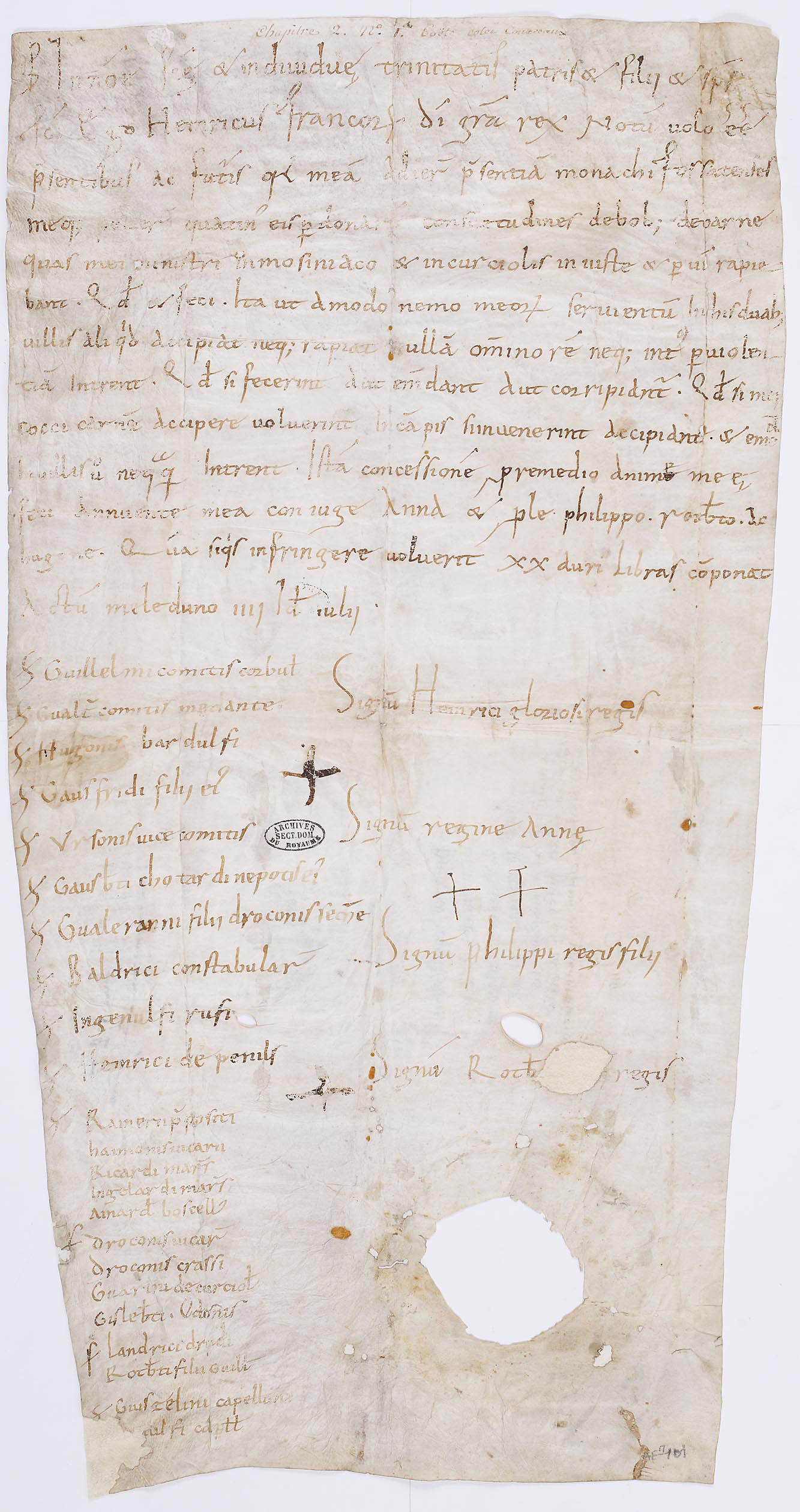
Le roi de France, Henri Ier, exempte les habitants de Moisenay et de Courceaux du droit de prise sur le bétail. Melun, 12 juillet [1054-1058]. Archives nationales de France.

## Politique et administration

### Liste des maires
| Période                                  | Période  | Identité          | Étiquette | Qualité                                        |
| ---------------------------------------- | -------- | ----------------- | --------- | ---------------------------------------------- |
| Les données manquantes sont à compléter. |          |                   |           |                                                |
| 1977                                     | 2014     | Michel Le Flem    |           | Retraité de l’Éducation nationale              |
| 2014                                     | 2020     | Michèle Badenco   |           |                                                |
| 2020                                     | En cours | Geneviève Varoqui |           | Retraitée de la fonction publique territoriale |

## Équipements et services

### Eau et assainissement
L’organisation de la distribution de l’eau potable, de la collecte et du traitement des eaux usées et pluviales relève des communes. La loi NOTRe de 2015 a accru le rôle des EPCI à fiscalité propre en leur transférant cette compétence. Ce transfert devait en principe être effectif au 1er janvier 2020, mais la loi Ferrand-Fesneau du 3 août 2018 a introduit la possibilité d’un report de ce transfert au 1er janvier 2026,.

#### Assainissement des eaux usées
En 2020, la gestion du service d'assainissement collectif de la commune de Moisenay est assurée par la communauté de communes Brie des Rivières et Châteaux (CCBRC) pour la collecte, le transport et la dépollution. Ce service est géré en délégation par une entreprise privée, dont le contrat arrive à échéance le 31 juillet 2022,,.
L’assainissement non collectif (ANC) désigne les installations individuelles de traitement des eaux domestiques qui ne sont pas desservies par un réseau public de collecte des eaux usées et qui doivent en conséquence traiter elles-mêmes leurs eaux usées avant de les rejeter dans le milieu naturel. La communauté de communes Brie des Rivières et Châteaux (CCBRC) assure pour le compte de la commune le service public d'assainissement non collectif (SPANC), qui a pour mission de vérifier la bonne exécution des travaux de réalisation et de réhabilitation, ainsi que le bon fonctionnement et l’entretien des installations. Cette prestation est déléguée à l'entreprise Veolia, dont le contrat arrive à échéance le 31 juillet 2022,.

#### Eau potable
En 2020, l'alimentation en eau potable est assurée par la communauté de communes Brie des Rivières et Châteaux (CCBRC) qui en a délégué la gestion à l'entreprise Veolia, dont le contrat expire le 1er décembre 2024,.

## Population et société

### Démographie
L'évolution du nombre d'habitants est connue à travers les recensements de la population effectués dans la commune depuis 1793. Pour les communes de moins de 10 000 habitants, une enquête de recensement portant sur toute la population est réalisée tous les cinq ans, les populations de référence des années intermédiaires étant quant à elles estimées par interpolation ou extrapolation. Pour la commune, le premier recensement exhaustif entrant dans le cadre du nouveau dispositif a été réalisé en 2006.

En 2022, la commune comptait 1 363 habitants, en évolution de −0,58 % par rapport à 2016 (Seine-et-Marne : +3,92 %, France hors Mayotte : +2,11 %).
| 1793 | 1800 | 1806 | 1821 | 1831 | 1836 | 1841 | 1846 | 1851 |
| ---- | ---- | ---- | ---- | ---- | ---- | ---- | ---- | ---- |
| 607  | 683  | 689  | 672  | 874  | 755  | 731  | 722  | 702  |

| 1856 | 1861 | 1866 | 1872 | 1876 | 1881 | 1886 | 1891 | 1896 |
| ---- | ---- | ---- | ---- | ---- | ---- | ---- | ---- | ---- |
| 682  | 691  | 708  | 683  | 750  | 645  | 675  | 652  | 667  |

| 1901 | 1906 | 1911 | 1921 | 1926 | 1931 | 1936 | 1946 | 1954 |
| ---- | ---- | ---- | ---- | ---- | ---- | ---- | ---- | ---- |
| 683  | 603  | 596  | 602  | 628  | 573  | 588  | 566  | 740  |

| 1962 | 1968 | 1975 | 1982 | 1990 | 1999  | 2006  | 2011  | 2016  |
| ---- | ---- | ---- | ---- | ---- | ----- | ----- | ----- | ----- |
| 719  | 725  | 751  | 824  | 970  | 1 161 | 1 138 | 1 238 | 1 371 |

| 2021  | 2022  | - | - | - | - | - | - | - |
| ----- | ----- | - | - | - | - | - | - | - |
| 1 371 | 1 363 | - | - | - | - | - | - | - |

## Économie

### Secteurs d'activité

#### Agriculture
Moisenay est dans la petite région agricole dénommée la « Brie française », (ou Basse-Brie), une partie de la Brie autour de Brie-Comte-Robert. En 2010, l'orientation technico-économique de l'agriculture sur la commune est la culture de céréales et d'oléoprotéagineux (COP).
Si la productivité agricole de la Seine-et-Marne se situe dans le peloton de tête des départements français, le département enregistre un double phénomène de disparition des terres cultivables (près de 2 000 ha par an dans les années 1980, moins dans les années 2000) et de réduction d'environ 30 % du nombre d'agriculteurs dans les années 2010. Cette tendance se retrouve au niveau de la commune où le nombre d’exploitations est passé de 5 en 1988 à 4 en 2010. Parallèlement, la taille de ces exploitations augmente, passant de 93 ha en 1988 à 183 ha en 2010.
Le tableau ci-dessous présente les principales caractéristiques des exploitations agricoles de Moisenay, observées sur une période de 22 ans : 
|                                      | 1988 | 2000 | 2010 |
| ------------------------------------ | ---- | ---- | ---- |
| Dimension économique,                |      |      |      |
| Nombre d’exploitations (u)           | 5    | 5    | 4    |
| Travail (UTA)                        | 7    | 7    | 5    |
| Surface agricole utilisée (ha)       | 466  | 708  | 731  |
| Cultures                             |      |      |      |
| Terres labourables (ha)              | 452  | 689  | 707  |
| Céréales (ha)                        | 327  | 477  | s    |
| dont blé tendre (ha)                 | 201  | 304  | 277  |
| dont maïs-grain et maïs-semence (ha) | 78   | 84   | 77   |
| Tournesol (ha)                       | s    |      |      |
| Colza et navette (ha)                | s    | s    | 71   |
| Élevage                              |      |      |      |
| Cheptel (UGBTA)                      | 36   | 15   | 21   |

## Culture locale et patrimoine

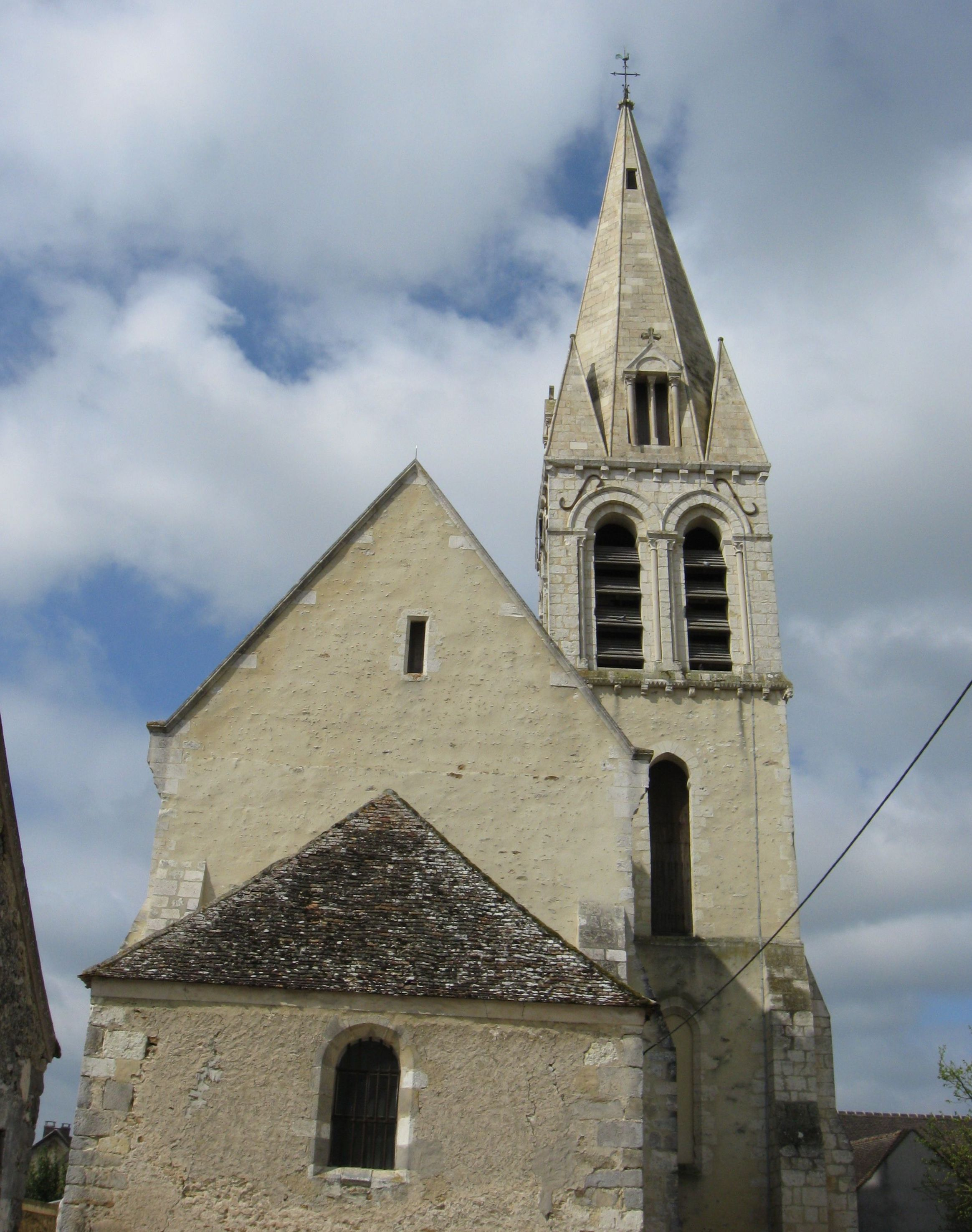
L'église Saint-Martin.

### Lieux et monuments
Deux églises y cohabitent. L'une, au centre du village, est catholique, l'autre, à l'extérieur, est orthodoxe.
- L'église Saint-Martin, classée au titre des monuments historiques[65], construite aux XIIe et XIIIe siècles, possède la particularité d'avoir le seul clocher de Seine-et-Marne tout en pierres appareillées.
- Dans le vallon du ru d'Ancœuil, le pont et le gué du Moulin de Pouilly, le pont du Moulin de la Roue ainsi que le Pont du Violon.
- L'église orthodoxe Notre-Dame-de-Kazan, 2, chemin du Moulin-de-la-Roue est également une particularité de la commune. La communauté paroissiale est autrefois dépendante de l'archevêché des églises orthodoxes russes en Europe occidentale, une juridiction du patriarcat œcuménique de Constantinople dont l'archevêque décide en septembre 2019 de rejoindre le patriarcat de Moscou. Comme d'autres paroisses refusant cette décision, elle est depuis fin 2019, et à la suite d'un vote des paroissiens, rattachée au Vicariat de tradition russe auprès de la Métropole de France[66], ce qui lui permet de rester fidèle au patriarcat de Constantinople.
- Bien que se trouvant sur la commune de Maincy, le château de Vaux-le-Vicomte jouxte le village.

### Personnalités liées à la commune
- Roger Champenois dit Champi, acteur, artiste de variétés et humoriste né à Moisenay (1900-1973).
- Caroline Vigneaux, humoriste.